# Torneio Internacional de Natal de 2015
O Torneio Internacional de Futebol Feminino de 2015, mais conhecido como Torneio Internacional de Natal, foi a sétima edição da competição de seleções nacionais de futebol feminino, será organizado pela Confederação Brasileira de Futebol.
Participaram do torneio as seleções do Brasil, Canadá, México e Trinidad e Tobago e foi disputada entre 9 e 20 de dezembro. Inicialmente a Croácia participaria mas desistiu e foi substituída por Trinidad e Tobago.
Foi realizado pela primeira vez em Natal (Rio Grande do Norte) e todas as partidas foram disputadas na Arena das Dunas.
A partir dessa edição passa a ser exibido também pela TV Brasil, sendo que na TV pública foi exibido em VT após a exibição na Rede Bandeirantes e no BandSports.
Na partida final, o Brasil derrotou o Canadá por 3 a 1 e conquistou com 100% de aproveitamento o sexto título do Torneio Internacional.

## Regulamento
Na primeira fase, as equipes jogam entre si, dentro do grupo em turno único, classificando-se para a próxima fase as duas equipes com o maior número de pontos ganhos no respectivo grupo.
Na fase final, a primeira e a segunda colocada jogam uma partida única, sagrando-se campeã a equipe com o maior número de pontos ganhos, considerando-se os resultados obtidos exclusivamente nesta fase.
A terceira e a quarta colocadas do grupo jogam em partida única, sagrando-se terceira colocada do torneio a equipe com o maior número de pontos ganhos, considerando-se os resultados obtidos exclusivamente nesta fase.

### Critérios de desempate
Em caso de igualdade em pontos ganhos entre duas equipes, poderiam ser aplicados sucessivamente os seguintes critérios técnicos de desempate:
1. Maior número de vitórias;
2. Maior saldo de gols;
3. Maior número de gols marcados;
4. Menor número de cartões vermelhos;
5. Menor número de cartões amarelos;
6. Sorteio público.

## Equipes participantes
| Equipe            | Confederação | Títulos                          |
| ----------------- | ------------ | -------------------------------- |
| Brasil            | CONMEBOL     | 6 (2009, 2011, 2012, 2013, 2014. |
| Canadá            | CONCACAF     | 1 (2010)                         |
| Trinidad e Tobago | CONCACAF     | —                                |
| México            | CONCACAF     | —                                |

## Primeira fase
| Pos. | Time              | Pts | J | V | E | D | GP | GC | SG  |
| ---- | ----------------- | --- | - | - | - | - | -- | -- | --- |
| 1    | Brasil            | 9   | 3 | 3 | 0 | 0 | 19 | 1  | +18 |
| 2    | Canadá            | 6   | 3 | 2 | 0 | 1 | 8  | 2  | +6  |
| 3    | México            | 3   | 3 | 1 | 0 | 2 | 3  | 9  | –6  |
| 4    | Trinidad e Tobago | 0   | 3 | 0 | 0 | 3 | 0  | 18 | –18 |

| 9 de dezembro | Canadá                         | 3 – 0 | México | Arena das Dunas, Natal |
| 18:15         | Sinclair 14', 19' · Prince 45' | Fonte |        | Público: 4 318         |

| Canadá | México |

| 9 de dezembro | Brasil                                                                                        | 11 – 0          | Trinidad e Tobago | Arena das Dunas, Natal                                                    |
| 20:45         | Marta 10', 27', 29', 51', 58' · Beatriz 32', 55', 63' · Debinha 48' · Raquel 69' · Rilany 79' | Fonte Relatório |                   | Público: 4 318 Renda: R$ 49.312,00 Árbitro: PE Ana Karina Valentim (FIFA) |

| Brasil 0 | Trinidad e Tobago |

| 13 de dezembro | México | 0 – 6           | Brasil                                                                       | Arena das Dunas, Natal                                                          |
| 16:00          |        | Fonte Relatório | Marta 1', 10' · Debinha 17' · Andressa Alves 31' · Formiga 51' · Poliana 67' | Público: 6 791 Renda: R$ 93.340,00 Árbitro: PA Dewson Fernando Freitas da Silva |

| México | Brasil |

| 13 de dezembro | Trinidad e Tobago | 0 – 4 | Canadá                                               | Arena das Dunas, Natal |
| 18:30          |                   | Fonte | Matheson 10' · Quinn 46' · Prince 81' · Sinclair 85' | Público: 6 791         |

| Trinidad e Tobago | Canadá 0 |

| 16 de dezembro | Trinidad e Tobago | 0 – 3     | México                              | Arena das Dunas, Natal |
| 18:15          |                   | Relatório | Johnson 9' · Ocampo 56' · Monsivaes | Público: 6 632         |

| Trinidad e Tobago | México 0 |

| 16 de dezembro | Brasil                           | 2 – 1           | Canadá       | Arena das Dunas, Natal                                       |
| 20:45          | Andressa Alves 12' · Debinha 39' | Fonte Relatório | Bélanger 41' | Público: 6 632 Renda: R$ 82.840,00 Árbitro: RJ Simone Xavier |

| Brasil | Canadá |

## Fase final

### Disputa do terceiro lugar
| 20 de dezembro | México                                | 2 – 1     | Trinidad e Tobago | Arena das Dunas, Natal |
| 16:00          | Monsivais 12' · Superville 90' (g.c.) | Relatório | 90+1' Shade       | Público: 10 643        |

| México 0 | Trinidad e Tobago |

### Final
| 20 de dezembro | Brasil                               | 3 – 1           | Canadá     | Arena das Dunas, Natal                                                      |
| 18:30          | Andressa Alves 47' · Mônica 62', 80' | Fonte Relatório | 46' Beckie | Público: 10 643 Renda: R$ 182.519,00 Árbitro: PE Ana Karina Valentim (FIFA) |

| Brasil | Canadá |

## Artilharia
| 7 gols (1) - Marta 3 gols (4) - Beatriz - Debinha - Andressa Alves - Christine Sinclair 2 gols (3) - Mônica - Nichelle Prince - Desirre Monsivaes | 1 gol (11) - Raquel - Rilany - Formiga - Poliana - Diana Matheson - Rebecca Quinn - Josée Bélanger - Janine Beckie | 1 gol (continuação) - Alicia Johnson - Mónica Ocampo - Marya Shade 1 gol contra - Patrice Superville para o México |

## Premiação
| Torneio Internacional Futebol Feminino de 2015 |
| Brasil                                         |
| ---------------------------------------------- |
| BRASIL Campeão (6º título)                     |